# Dieter Gebhard
Dieter Gebhard (ur. 14 lutego 1952 w Lindau) – niemiecki lekkoatleta i bobsleista, złoty medalista mistrzostw świata.

## Kariera
Początkowo Gebhard uprawiał lekkoatletykę, specjalizując się w sprintach i biegach przez płotki. Największy sukces osiągnął jednak w bobslejach w 1979 roku, kiedy wspólnie z Stefanem Gaisreiterem, Hansem Wagnerem i Heinzem Busche zdobył złoty medal w czwórkach podczas mistrzostw świata w Königssee. Był to jego jedyny medal wywalczony na międzynarodowej imprezie tej rangi. Nigdy nie wystąpił na igrzyskach olimpijskich.